# Peter Horton (musicus)
Peter Horton (Valtice, 19 september 1941 – 22 september 2023) was een Oostenrijkse gitarist, liedjesschrijver, tv-presentator en schrijver.
Zijn eerste zangervaring had hij in de jaren 50 bij de Wiener Sängerknaben. In 1964 verhuist hij naar Duitsland en studeert van 1964 tot 1967 zang in Stuttgart, later ook nog concertgitaar.
Hij vertegenwoordigde Oostenrijk bij het Eurovisiesongfestival 1967 met Warum es hunderttausend Sterne gibt, hij werd slechts 14de.
Horton schreef meer dan 600 liedjes en was een zeer bekende liedjesschrijver in de jaren 70. Van 1980 tot 1984 vormde hij met Siegfried Schwab het gitaarduo Guitarissimo. Hij presenteerde ook programma's op de ARD en ZDF.
Van 1989 tot 1991 was hij docent aan de muziekhogeschool van Hamburg.
Hij was een tijd met Slava Kantcheff getrouwd, in 1986 vormde hij met haar de Symphonic Fingers, ze gaven meer dan 1500 concerten en brachten ettelijke CD's uit.
Horton overleed op 82-jarige leeftijd.